# 사탄의 베이비시터
《사탄의 베이비시터》(영어: The Babysitter)는 2017년 미국의 청춘 블랙 코미디 슬래셔 영화이다. 맥지가 감독을 맡았으며, 브라이언 더필드가 각본을 맡았다. 서마라 위빙, 주다 루이스, 하나 메이 리, 로비 어멜, 벨라 손 등이 출연했다. 2017년 10월 13일 넷플릭스를 통해 공개되었고, 비평가들로부터 호평을 받았다.
속편 《사탄의 베이비시터: 킬러 퀸》(2020)으로 이어진다.

## 줄거리
12살 콜의 베이비시터 비는 SF와 서부물을 좋아하고 호신술까지 능숙한, 그야말로 이보다 멋질 수 없는 여성이다. 하지만 비는 사실 사탄숭배자이며 순결한 희생물로 콜을 점찍어둔 상태이다.

## 출연
- 서마라 위빙 - 비 역: 콜의 매력적인 베이비시터.[2]
- 주다 루이스 - 콜 역: 외출할 때마다 베이비시터를 고용하는 부모를 둔 12세 소년.[3]
- 하나 메이 리 - 소니아 역: 비의 고스족 친구 및 종교 집단 일원.[4]
- 로비 어멜 - 맥스 역: 비의 운동선수 친구 및 종교 집단 일원.[5]
- 벨라 손 - 앨리슨 역: 비의 치어리더 친구 및 종교 집단 일원.[6]
- 앤드루 배철러 - 존 역: 비의 친구 및 종교 집단 일원.[7]
- 에밀리 앨린 린드 - 멜러니 역: 콜의 이웃이자 콜에게 몰래 연정을 품고 있는 친구. 콜에게 비를 염탐하라고 부추긴다.[8]
- 레슬리 비브 - 콜의 어머니 역
- 켄 머리노 - 콜의 아버지 역

## 제작
2014년 11월 24일 브라이언 더필드의 코미디 공포 영화 각본 "더 베이비시터"가 맥지와 원더랜드 사운드 앤드 비전에게 팔렸으며, 맥지와 메리 바이올라가 제작을 맡는다는 것이 알려졌다.

## 공개
2016년 12월, 넷플릭스가 뉴 라인 시네마로부터 영화 배급권을 획득했다. 2017년 10월 13일 넷플릭스를 통해 공개되었다.

## 평가
리뷰 애그리게이터 사이트 로튼 토마토에서 28개의 평가를 바탕으로 71%의 신선도를 유지하고 있으며 가중 평균 10점 만점에 6.6점을 기록하였다.